# Charles de Guastalla
Charles de Gonzague de Guastalla (Guastalla, 30 avril 1602 – 1670) est un militaire du duché de Mantoue puis de la monarchie de Habsbourg.

## Biographie
Il est le fils de Ferdinand II de Guastalla, duc de Guastalla, et de Vittoria Doria.
Il est au service de la famille de Gonzague de Mantoue et reçoit en 1633 l'Ordre militaire du Sang de Jésus-Christ par le duc de Mantoue Charles Ier. Il combat en Hongrie contre les Turcs, et meurt en 1670. 
Il épouse Marie Cignacchi, avec laquelle il a un fils, François.